# Самуркасови, Давит
Давит Самуркасови (груз. დავით სამურკასოვი; 5 февраля 1998) — грузинский футболист, полузащитник тбилисского «Локомотива».

## Биография

### Клубная карьера
Дебютировал в чемпионате Грузии в составе тбилисского «Локомотива» в сезоне 2015/16, сыграв в свой дебютный сезон 16 матчей. В 2019 году стал финалистом Кубка Грузии 2019. В августе-сентябре 2020 года вместе с «Локомотивом» дошёл до третьего оборочного раунда Лиги Европы УЕФА, обыграв по дороге румынский «Университатя» и московское «Динамо».

### Карьера в сборной
В 2017 году принимал участие в домашнем для Грузии чемпионате Европы до 19 лет, где сыграл во всех трёх матчах группового этапа и занял со сборной третье место в группе.
В 2019-20 годах сыграл 5 матчей и забил 2 гола за молодёжную сборную Грузии в рамках отборочного турнира чемпионата Европы 2021, при этом в трёх матчах выходил на поле в качестве капитана команды.